# José Gardoqui Urdanibia
José Gardoqui Urdanibia fue un militar español que alcanzó el grado de Comandante. Durante la época de la Segunda República ocupó el cargo de director general de Seguridad. Gobernador civil de Córdoba entre 1934 y 1935.

## Biografía
Casado con María Topete Hernández, fueron padres de una hija y un hijo, José Manuel Gardoqui Topete.
Comandante de Infantería, fue nombrado gobernador civil de Córdoba el 30 de mayo de 1934. Tomó posesión de su cargo al día siguiente. Cesó como Gobernador el 13 de noviembre de 1935, cuando fue nombrado director general de Seguridad del Gobierno de coalición PRR-CEDA. Regresó a Córdoba el 21 de diciembre de 1935, con motivo de un acto homenaje y se despidió de la provincia. Estaba vinculado al Partido Republicano Radical (PRR).
El 6 de octubre de 1934 se produjo la declaración del Estado de Guerra en todo el país, por lo que cede temporalmente los poderes al comandante militar de Córdoba, Coronel Cascajo, interrumpiéndose todo intento de huelga general. Con refuerzos de la policía armada mantuvo el orden en la capital.
Fue condecorado por parte del embajador de Francia con la Legión de Honor en febrero de 1935, organizándose una cena para 500 comensales para la celebración de tal acto.[cita requerida]
A mitad de noviembre de 1935 fue nombrado director general de Seguridad en el Gobierno del PRR y la CEDA. Dimitió un mes más tarde.